# Gobichettipalayam
Gobichettipalayam (en tamil: கோபிசெட்டிபாளையம் ) es una localidad de la India en el distrito de Erode, estado de Tamil Nadu.

## Geografía
Se encuentra a una altitud de 221 m s. n. m. a 358 km de la capital estatal, Chennai, en la zona horaria UTC +5:30.

## Demografía
Según estimación 2010 contaba con una población de 60 279 habitantes.